# (1797) Schaumasse
(1797) Schaumasse es un asteroide que forma parte del cinturón de asteroides y fue descubierto el 15 de noviembre de 1936 por André Patry desde el Observatorio de Niza, Francia.

## Designación y nombre
Schaumasse recibió inicialmente la designación de 1936 VH.
Más tarde se nombró en honor del astrónomo francés Alexandre Schaumasse (1882-1958).

## Características orbitales
Schaumasse está situado a una distancia media del Sol de 2,236 ua, pudiendo alejarse hasta 2,291 ua y acercarse hasta 2,182 ua. Tiene una inclinación orbital de 3,142° y una excentricidad de 0,02456. Emplea 1222 días en completar una órbita alrededor del Sol.